# 그라나다 토후국
그라나다 토후국(Emirate of Granada)은 1228년 아모하드 왕조가 기독교인에 패배된 후 개국한 나라이다. 아모하드 왕조의 왕자였던 이드리스는 이베리아를 떠났고 이븐 알아마르가 나스리드왕조를 설립해 가장 오래도록 이베리아 반도 내 이슬람 국가로 남았다.
1236년 코르도바 재정복이 이뤄지면서 레콩키스타가 완성돼가자 나스리드 왕조는 카스티야의 페리디난드 3세에 보호받을 것을 청하면서 보호국으로 남게 됐다. 이것이 그라나다 왕국의 출발점이다. 250년간 카스티야 왕국의 보호국으로서 존재했으며 기독교 군주에게 조공을 바쳤으며 이슬람 세력의 반대로 여러 갈등을 겪기도 했다.
그라나다 왕국은 마그레브 민족과 유럽으로 통하는 무역로를 사용했다. 카스티야의 계속된 침략으로 무너지긴 했지만 1492년 지중해 연안의 일부를 식민지로 삼는다. 아랍어가 공용어였다.
그라나다는 수십 년간 카스티야 왕국의 항구 역할을 했으므로 이슬람 왕국과 연결 통로가 됐다. 특별히 남아프리카 일대 국가와 금교역을 하는데 중요한 교역로였다. 하지만 포르투갈이 아프리카로 통하는 직통로를 서아프리카 교역로 개척으로 성공하면서 카스티야 왕국 입장에서는 그 중요성이 갈수록 떨어졌고 1479년 카스티야와 아라곤이 통합하자 북서아프리카 국가들이 그라나다와 나바라 지역을 지배하려는 조짐을 보이게 된다.
1492년 1월 2일 마지막 이슬람 지도자이던 무하마드 12세가 항복하면서 페르디난드 5세와 이사벨 1세에게 그라나다 왕국의 통치권을 넘겨주었다.